# Georgia O'Keeffe

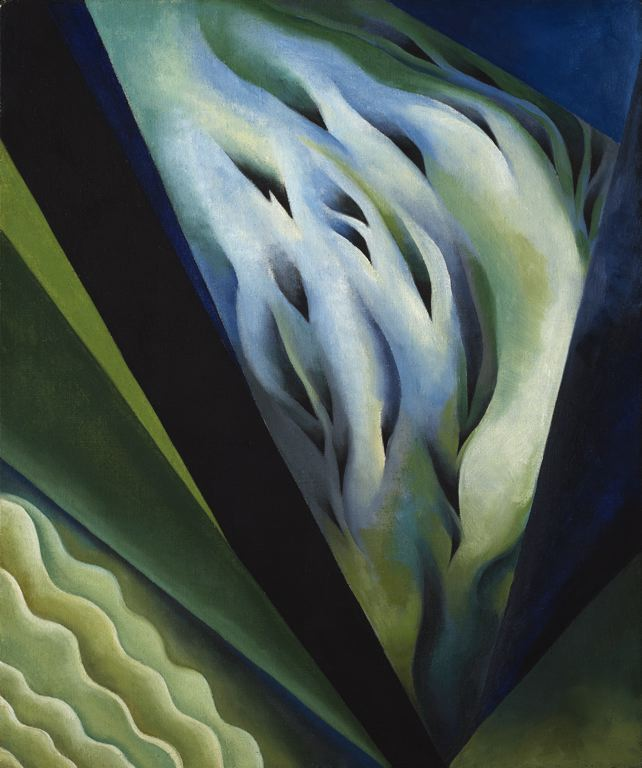
Blue and Green Music, 1919, Art Institute of Chicago

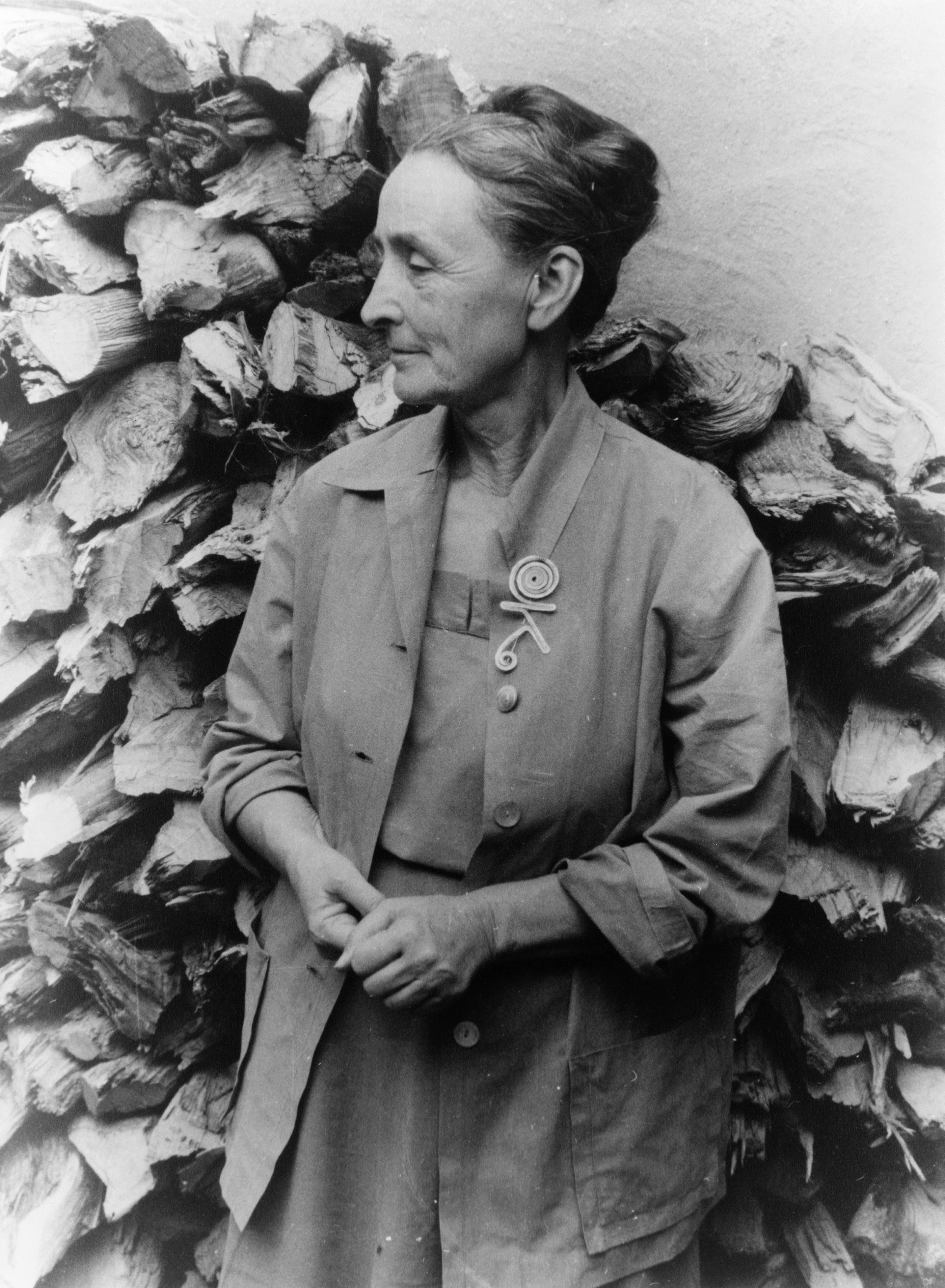
Portret van O'Keeffe, 1950, door Carl Van Vechten, Library of Congress, Washington

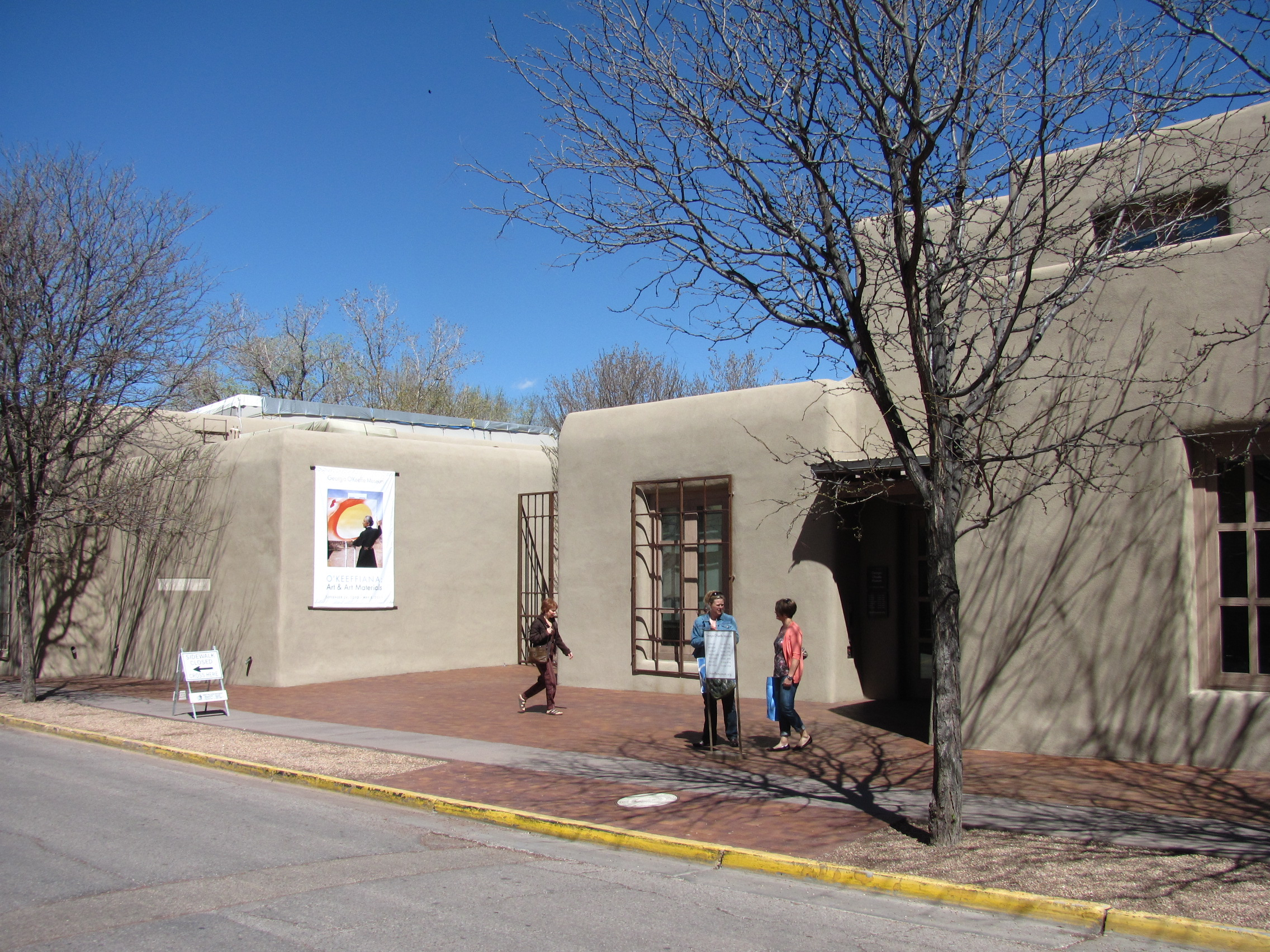
Het Georgia O'Keeffe Museum in Santa Fe

Georgia Totto O'Keeffe (Sun Prairie, Wisconsin, 15 november 1887 – Santa Fe, New Mexico, 6 maart 1986) was een Amerikaanse kunstschilderes. Zij ondervindt wereldwijd waardering vanwege haar vroege schilderkunstige verkenning van de grenzen van de moderne kunst in Amerika.

## Biografie
Georgia O'Keeffe kwam uit een groot gezin, zij was de tweede van zeven kinderen. Al vroeg besloot ze kunstschilder te worden en werd daarin ondersteund door haar moeder, zodat ze al op jonge leeftijd schilderles kreeg. Later studeerde zij kortstondig aan het Art Institute of Chicago en stond een jaar ingeschreven aan de Art Students League of New York. Ze moest vanwege beperkte financiële middelen al snel haar studie opgeven en werkte daarna als grafisch ontwerper en kunstdocent. Zij maakte rond 1912 kennis met de compositieleer van Arthur Wesley Dow en bezocht af en toe Gallery 291 van Alfred Stieglitz, de enige galerie in New York die op dat moment moderne kunst exposeerde. Ze trad toe tot de nationale vrouwenpartij, de National Woman's Party, en bleef dertig jaar lid. Na een artistieke crisis waarbij zij afstand nam van het meeste van haar oude werk en uitsluitend in zwart-wit begon te tekenen, kwamen haar werken via een vriendin, Anita Pollitzer, onder de aandacht van Stieglitz en zo kon ze in 1916 deelnemen aan een groepstentoonstelling die haar eerste erkenning opleverde. Haar eerste solotentoonstelling in Gallery 291 duurde door omstandigheden slechts enkele dagen, maar wel maakte zij toen kennis met de kunstschilder John Marin en de fotograaf Paul Strand.
O'Keeffe trouwde in 1924 met Alfred Stieglitz, die haar als fotograaf al enkele jaren eerder had gevraagd model te komen staan voor zijn camera. Na zijn dood schonk ze twee keer grote series afdrukken uit diens nalatenschap aan de National Gallery of Art in Washington. Enkele jaren na het huwelijk dreef het paar uiteen. Haar kinderwens werd niet door Stieglitz gehonoreerd. O'Keeffe had ook moeite met de puriteinse levenshouding die aan de oostkust van de Verenigde Staten gemeengoed was. Zij raakte in een depressie en moest psychiatrische hulp zoeken. Intussen had ze in New Mexico een landschap leren kennen dat haar enorm inspireerde. Hier bracht zij sinds 1933 jaarlijks vele maanden door en kocht er in 1949 een huis.
Op 13 januari 1977 ontving ze van president Gerald R. Ford de Presidential Medal of Freedom, de hoogste onderscheiding die een Amerikaans staatsburger kan krijgen. In 1985 ontving ze de in dat jaar voor het eerst uitgereikte National Medal of Arts, de hoogste onderscheiding die een kunstenaar in de Verenigde Staten kan krijgen. Toen ze in 1986 overleed was zij 98 jaar. Er werden twee keer gedramatiseerde televisiefilms aan haar leven gewijd. In A Marriage: Georgia O’Keeffe and Alfred Stieglitz uit 1991 speelde Jane Alexander de hoofdrol en in Georgia O’Keeffe uit 2009 werd zij gespeeld door Joan Allen.

## Schilderstijl
O'Keeffe wordt gezien als een belangrijke figuur in de Amerikaanse kunst vanaf ongeveer 1920. Haar werk neemt een baanbrekende positie in binnen de Amerikaanse schilderkunst en speelt zich af in het grensgebied tussen figuratie en abstractie. Haar werk wordt gerekend tot het precisionisme.
Terugkerende onderwerpen in haar schilderijen zijn bloemen, rotsen, schelpen, dieren, beenderen en landschappen. Haar schilderijen laten vaak abstraherende contouren en vormen zien met subtiele tonen in verschillende kleuren. Vaak vervormde ze haar onderwerpen tot krachtige, bijna abstracte afbeeldingen. Ze heeft een belangrijke rol gespeeld door een Amerikaanse schilderstijl naar Europa over te brengen in een tijd dat de meeste invloed in tegenovergestelde richting ging. Ze was daarmee een van de weinige vrouwen die op dit niveau professionele invloed had. Ze vond haar artistieke inspiratie sinds circa 1930 vooral in New Mexico, waar zij zich in 1949, na het overlijden van haar man, in Abiquiú vestigde en waar in 1997 haar woonhuis als museum aan haar werk werd opgedragen. In de jaren 70 begon ze ook met het maken van beelden in klei. In haar late werk schilderde zij grote wolkenformaties die ze vanuit een vliegtuigraam had waargenomen.

## Tentoonstellingen
- 1927 - Retrospektief in het Brooklyn Museum in New York
- 1943 - Retrospektief in het Art Institute of Chicago
- 1966 - Retrospektief in het Amon Carter Museum of American Art, Fort Worth
- 1970 - Whitney Museum of American Art, New York
- 2009 - Georgia O´Keeffe. Abstraction in Whitney Museum of American Art, New York
- 2012 - Kunsthalle der Hypo-Kulturstiftung, München
- 2021 - Centre Pompidou, Parijs

## Musea
Werken van O'Keeffe zijn onder meer te zien in:
- Georgia O'Keeffe Museum in Santa Fe
- Museum of Modern Art in New York[2] in New York
- Metropolitan Museum of Art in New York
- Milwaukee Art Museum in Wisconsin
- Museo Thyssen-Bornemisza in Madrid

## Afbeeldingen

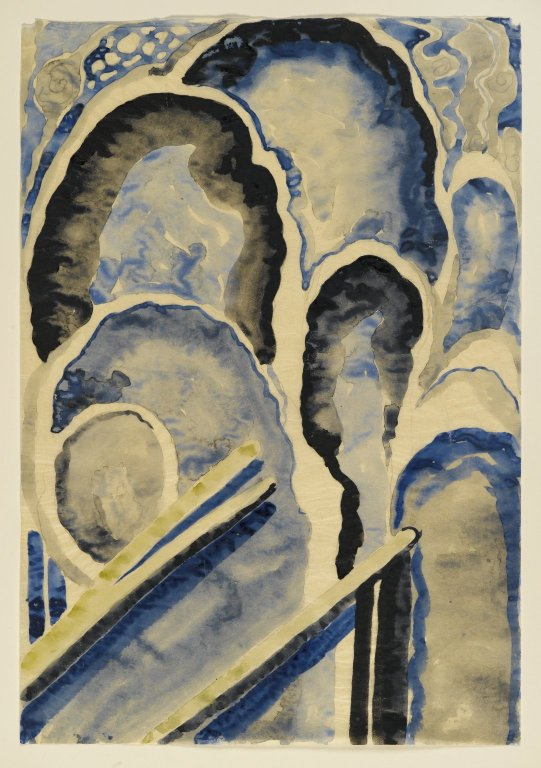
Blue 1, ca. 1916, Brooklyn Museum, New York
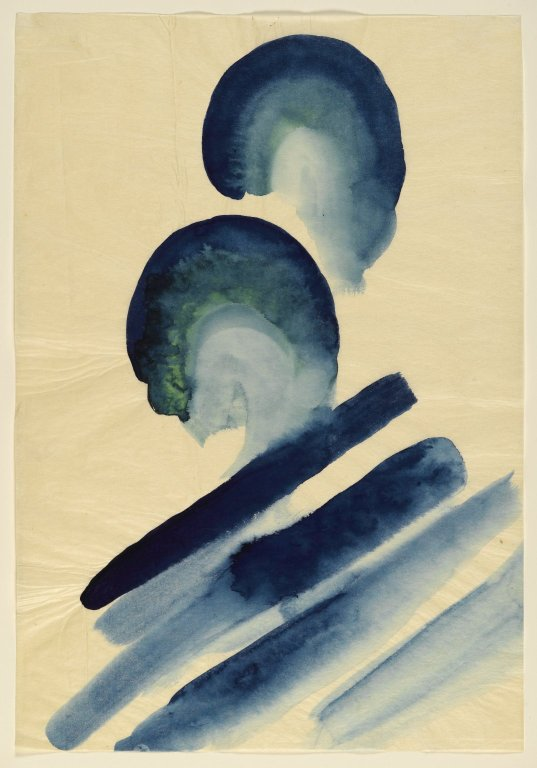
Blue 2, ca. 1916, Brooklyn Museum, New York
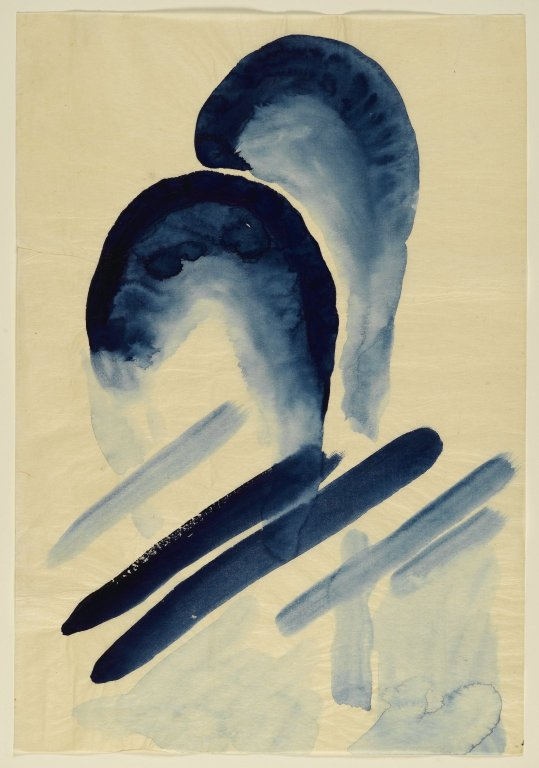
Blue 3, ca. 1916, Brooklyn Museum, New York
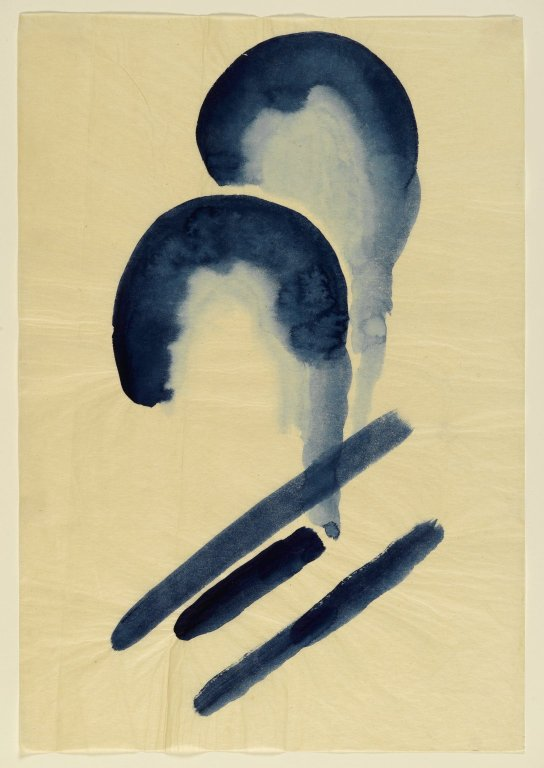
Blue 4, ca. 1916, Brooklyn Museum, New York